# Imposta straordinaria sugli immobili
L'imposta straordinaria sugli immobili (in acronimo ISI) è un'imposta del sistema tributario sammarinese che si applica sulla componente immobiliare del patrimonio. Paragonabile all'IMU italiana, è stata introdotta con l'art. 36 della legge di bilancio del 22 dicembre 2011.
A differenza dell'IMU l'imposta non ricade sulle prime case di medie e piccole dimensioni (l'85% dei sammarinesi abita in casa di proprietà). Sono sottratte all'imposizione anche le prime case più estese, purché risultino abitate effettivamente dal proprietario; inoltre, l'ISI riconosce franchigie per chi è titolare di un mutuo o di un leasing, con una detrazione di 150 euro.
Il gettito previsto per lo stato sammarinese è di 10 milioni di euro. Inoltre, è previsto il pagamento anche per i luoghi di culto. Se saranno raggiunti gli obiettivi di bilancio sarà progressivamente ridotta.

## Differenze principali IMU-ISI
- Sono compresi i luoghi di culto
- È esclusa la prima casa
- L'ISI è di ammontare più basso rispetto all'IMU